# Arkadiusz Świechowski
Arkadiusz Świechowski (ur. 11 stycznia 1987 w Limanowej) – polski siatkarz, grający na pozycji środkowego. Były reprezentant Polski kadetów.
Przygodę z piłką siatkową rozpoczynał w MMKSie Kędzierzyn-Koźle. W tym klubie trenował w latach 2003–2006. W sezonie 2005/2006 z kędzierzynianami wywalczył 2. miejsce na mistrzostwach kraju w kategorii juniorów. W tym samym czasie był absolwentem Szkoły Mistrzostwa Sportowego w Spale.
W 2005 roku z reprezentacją Polski kadetów zajął 7. lokatę na mistrzostwach świata w Algierze (Algeria).
Następnie został graczem Mostostalu Kędzierzyn-Koźle, grającego w Polskiej Lidze Siatkówki. Były zawodnik I-ligowego KS-u Poznań, który został następnie zlikwidowany. Obecnie występuje w drużynie MKS MOS Będzin, z którą wywalczył awans do I ligi oraz doszedł do ćwierćfinału Pucharu Polski przegrywając z ZAKSą w sezonie 2009/2010.